# 湊村 (兵庫県)
湊村（みなとむら）は、兵庫県八部郡にあった村。現在の神戸市兵庫区の北半にあたる。

## 地理
- 河川 ： 湊川

## 歴史
- 1889年（明治22年）4月1日 - 町村制の施行により、奥平野村・石井村・夢野村・烏原村および荒田村の飛地の区域をもって発足。
- 1896年（明治29年）4月1日 - 神戸市に編入。同日行政区としての湊村廃止。

- 1931年（昭和6年）9月1日 - 神戸市が区制を施行。旧湊村の区域に湊区を設置。
- 1945年（昭和20年）5月1日 - 行政区を再編。湊区を廃止し兵庫区に編入。

## 交通

### 鉄道路線
現在は旧村域に神戸電鉄有馬線の鵯越駅が所在し、山陽新幹線が通過するが、当時は未開業。

### 道路
現在の旧村域に山麓バイパスの天王谷インターチェンジが所在するが、当時は未開通。